# Periodista in situ

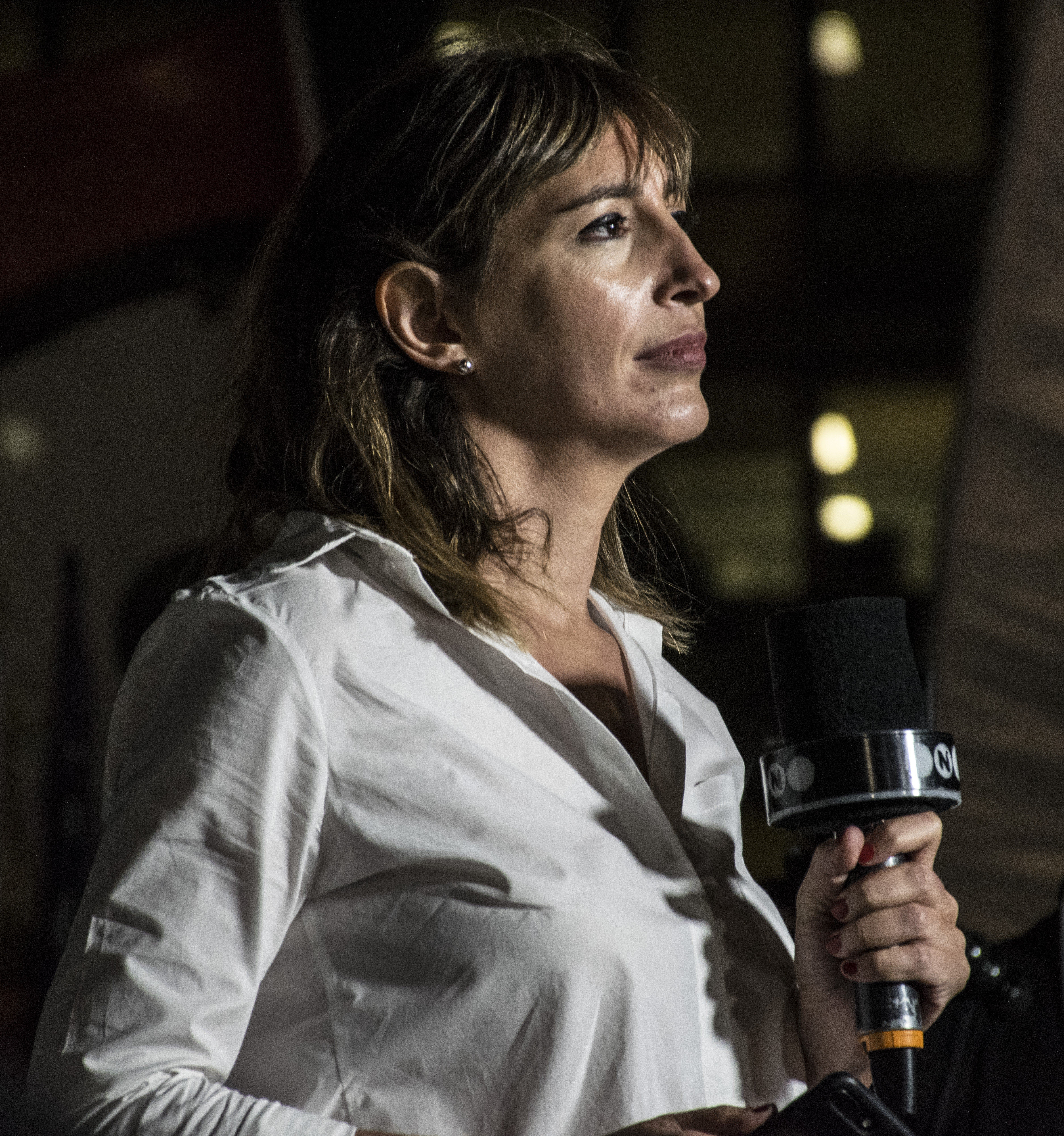
Periodista in situ.

El Periodista in situ (también denominado stand up en inglés) es la aparición de un periodista que informa sobre unos hechos desde el lugar en el que han ocurrido. La imagen del periodista es su firma y una manera de documentar el trabajo de campo. Marca la diferencia con respecto a las imágenes que se compran a agencias,  ya que este tipo de estructura es mucho más valorada que las de agencia porque suelen considerarse más creativas y, por lo tanto, atraen la atención del público con más facilidad. Se utiliza para conseguir una mayor cercanía y credibilidad con el espectador.  Hay que evitar que el contenido del in situ acabe "hipotecando" la historia.  
En televisión, es muy común encontrar un in situ en una noticia, utilizado para ubicar y poner en contexto al espectador. Del mismo modo, la imagen grabada se inserta en el vídeo de una noticia junto al resto de imágenes de una crónica, una noticia o un reportaje.
En prensa escrita hace referencia a la redacción de la noticia desde el lugar donde ocurre. El periodista la redacta siendo una fuente principal o testigo directo de la noticia. Esta estructura es mucho más valorada que las de agencia porque suelen ser más creativas y, por lo tanto, atraen la atención del público más fácilmente. La idea de que el periodista haga la entradilla en el mismo lugar de los hechos otorga prestigio y credibilidad al periódico. 

## Características

### Improvisación
Debido a la inmediatez de la información, en ocasiones, no es posible redactar con antelación el texto de la noticia. En consecuencia, el periodista debe ingeniárselas para explicar unos datos coherentes que tengan valor informativo y concuerden con el material en el que se insertará posteriormente. Por ello, debe primar la sencillez para evitar futuras discordancias en el proceso de edición. Además, es recomendable realizar la grabación de más de un in situ para facilitar el montaje posterior.

### Duración
En general, no se suelen sobrepasar los 10 o 20 segundos de duración, aunque pueden extenderse en noticias que requieran una mayor atención.

### Composición
El periodista suele aparecer en un plano medio o en un primer plano dejando a sus espaldas el escenario donde ocurren los hechos. Pueden incluirse movimientos de cámara sencillos, como la panorámica o el zoom. No se recomienda el uso de planos generales en los que el periodista aparezca como un mero elemento de la imagen. Se hace imprescindible el uso de colas televisivas (llamado profesionalmente "coleo") al principio y al final de la pieza para garantizar la correcta composición en posproducción. De esta forma, la pieza no se cortará antes ni después de que el periodista termine de hablar.
Respecto al sonido, se debe tener presente su importancia dentro del in situ. Es aconsejable que la voz en off de la noticia y la voz de la entradilla sean las mismas para dar cierta homogeneidad. Un in situ en el que el periodista se vea forzado a alzar la voz o gritar puede llegar a ser desagradable para el espectador. Del mismo modo, es recomendable evitar, en la medida de lo posible, el ruido de fondo para que la locución de la pieza sea audible y comprensible.

### Ubicación en la noticia
El in situ puede aparecer al inicio, en medio o al final de una noticia. Desde la lógica informativa el lugar ideal para ubicarlo es la mitad o la parte final. 
- Inicio (entradilla): Si no está justificado debe evitarse la ubicación en esta posición. El inicio está reservado para directos, ya que atraen mejor a la audiencia.
- Mitad (medianilla): Es recomendable esta posición para enlazar dos partes de la información. Sirve para situar al espectador cuando se pasa de un lugar a otro de la noticia.
- Final (salidilla): Permite al periodista recapitular sobre lo expuesto anteriormente y concluir la información de la noticia. En ocasiones se utiliza para introducir un nuevo elemento informativo que aún no se haya examinado o para resolver los diversos interrogantes que se hayan quedado por el camino.

## Funciones
- Demostrar la importancia de la noticia.
- Narrar una parte de la información carente de imágenes.
- Explicar un mecanismo, una técnica o un gráfico.

## Competencias periodísticas generales
Todo periodista (en posición de "in situ" y, generalmente, en todos los ámbitos) debe cumplir con una serie de competencias básicas para poder transmitir las noticias al público. 
Para ello, lo más importante y fundamental es que ha de ser bien organizado. Debe tener una capacidad de buena concentración, para formular preguntas relevantes, para trabajar en equipo, capacidades organizativas, capacidad de encajar críticas y rechazo, de improvisar, de mantener la calma bajo presión, de recibir instrucciones, de tomar la iniciativa, de tratar desde otra perspectiva un tema, artículo o noticia y disponer de un amplio conocimiento sobre el público objetivo.
Del mismo modo, ha de ser una persona especialmente curiosa e intuitiva. Debe tener un enfoque flexible, profesional, una cierta habilidad para reaccionar rápidamente e improvisar si algo no sale como estaba previsto, así como habilidades comunicativas, para presentar y habilidades técnicas.
En la narración de los hechos, ha de mantenerse desde una perspectiva objetiva y seguro de sí mismo, contando los hechos tal y como son, evitando las pinceladas ideológicas.
El trabajo en equipo junto al cámara y el sonidista es imprescindible para lograr la grabación de una pieza óptima, acompañado del uso de diferentes estilos de presentación y la dicción con una voz clara.

## Recomendaciones

### Modo de realizar elin situ
- No solamente es importante lo que se cuenta, también es relevante la forma de hacerlo. La actitud debe ser relajada para transmitir la información de manera clara y concisa al espectador.
- Se debe acompañar la dicción del in situ con movimiento de cabeza y manos de manera que transmita comunicación, pero siempre tratando de evitar exagerar los movimientos y realizando la pieza de forma natural.
- La dicción del in situ no consiste en memorizar el texto y decirlo. Tampoco es una lectura en voz alta. Lo más importante es la naturalidad.[1]